# پوکروفکا (شهرستان فیودوروفسکی، باشقیرستان)
پوکروفکا (انگلیسی: Pokrovka, Fyodorovsky District, Republic of Bashkortostan) یک شهرک در شهرستان فیودوروفسکی استان باشقیرستان کشور روسیه است.